# Graham Condon
Graham Condon (* 11. Februar 1949; † 8. September 2007 in Christchurch) war ein neuseeländischer Politiker und paralympischer Sportler.
Condon war nach einer Polioerkrankung in seiner Kindheit auf einen Rollstuhl angewiesen. Er nahm zwischen 1968 und 1988 für Neuseeland an insgesamt sechs Paralympischen Spielen und 17 internationalen Wettbewerben teil. Dabei erzielte er mehrere Weltrekorde und gewann sieben paralympische Medaillen.
1995 wurde er in den Stadtrat von Christchurch gewählt. Insgesamt wurde Condon viermal wiedergewählt und kandidierte auch für die Wahlen im Oktober 2007. Im September 2007 starb er bei einem Verkehrsunfall in Christchurch, als er mit seinem Handbike eine Trainingsfahrt unternahm und von einem Auto erfasst wurde. Condon war verheiratet und hatte zwei Kinder.
Das geplante Christchurch North Recreation Centre wird in Andenken an Condon als Graham Condon Recreation and Sport Centre realisiert.